# Lungotevere

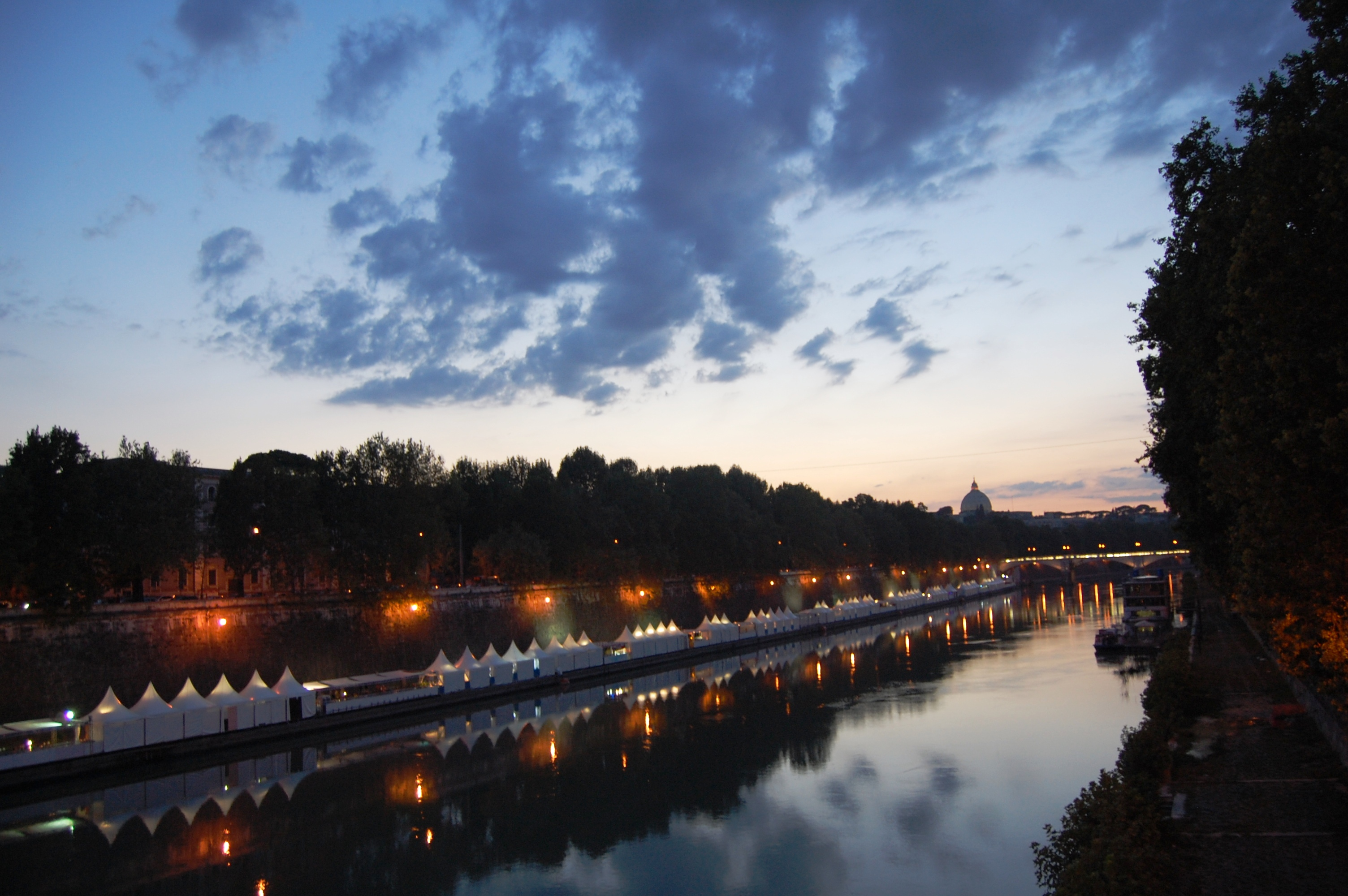
À l'aurore, un lungotevere illuminé dans la ville de Rome le long du Tibre.

Un lungotevere (au pluriel lungoteveri) est une avenue (ou un boulevard) qui longe le Tibre à Rome, qui a été construit en démolissant les bâtiments préexistants sur la rive du fleuve et qui a servi de fondations pour les murs des berges.

## Histoire
Les lungoteveri sont principalement construits pour éliminer et endiguer les fréquentes inondations causées par le Tibre. Le 6 juillet 1875, la loi approuve le début de la démolition des bâtiments existants sur la rive pour la construction d'avenues le long du fleuve, la construction de remblais sur les berges et la régularisation de la largeur de la rivière à 100 mètres.
Les travaux commencent en 1876 et se terminent en 1926, à cette occasion, plusieurs ponts sont construits pour relier les deux rives du Tibre. Les Lungoteveri, inspirés du modèle parisien, sont conçus par l'ingénieur Raffaele Canevari.

## Liste deslungoteveri
La liste des lungoteveri par ordre géographique de l'amont vers l'aval.